# Liste ale președinților Statelor Unite ale Americii sortate după diferite criterii
- Lista cronologică a președinților Statelor Unite
- Lista președinților Statelor Unite ale Americii după al doilea prenume
- Lista președinților Statelor Unite ale Americii după data decesului
- Lista președinților Statelor Unite ale Americii după data nașterii
- Lista președinților Statelor Unite ale Americii după înălțime
- Lista președinților Statelor Unite ale Americii după longevitate
- Lista președinților Statelor Unite ale Americii după prenume
- Lista președinților Statelor Unite ale Americii după timpul exercitării funcției
- Lista președinților Statelor Unite ale Americii după timpul trăit după exercitarea funcției
- Lista președinților Statelor Unite ale Americii după vârsta preluării funcției
- Lista președinților Statelor Unite ale Americii după numele de familie
- Lista președinților Statelor Unite ale Americii după poreclele avute